# 酒酒井町
酒酒井町（日语：／ Shisui machi */?）是千葉縣北部中央，印旛郡的一町。

## 概要
- 昭和40年代起，此地開發住宅團地，近年JR成田線的快速電車停靠JR酒酒井站，京成電鐵特急電車也停靠京成酒酒井站、宗吾參道站，交通便利性大幅提升。
- 此外，京成宗吾參道站附近有京成電鐵宗吾車輛基地（日语：宗吾車両基地）。

## 地理
- 1級河川：高崎川

### 鄰接自治體
- 佐倉市
- 成田市
- 富里市
- 八街市
- 印西市

## 人口
| 酒酒井町人口分布圖 |                                                 |  |
| 酒酒井町與日本全國年齡別人口分布比較圖 （2005年資料） | 酒酒井町的年齡、男女別人口分布圖 （2005年資料） |  |
| ■紫色是酒酒井町 ■綠色是全国 | ■藍色是男性 ■紅色是女性                         |  |
| 酒酒井町人口變化 \| 1970年 \| 6,259人 \| \| \| 1975年 \| 8,465人 \| \| \| 1980年 \| 12,807人 \| \| \| 1985年 \| 17,463人 \| \| \| 1990年 \| 19,298人 \| \| \| 1995年 \| 20,019人 \| \| \| 2000年 \| 19,885人 \| \| \| 2005年 \| 21,385人 \| \| \| 2010年 \| 21,234人 \| \| \| 2015年 \| 20,955人 \| \| \| 2020年 \| 20,745人 \| \| |                                                 |  |
| 資料來源：日本總務省統計中心提供之人口普查數據 |                                                 |  |
| 1970年 | 6,259人                                         |  |
| 1975年 | 8,465人                                         |  |
| 1980年 | 12,807人                                        |  |
| 1985年 | 17,463人                                        |  |
| 1990年 | 19,298人                                        |  |
| 1995年 | 20,019人                                        |  |
| 2000年 | 19,885人                                        |  |
| 2005年 | 21,385人                                        |  |
| 2010年 | 21,234人                                        |  |
| 2015年 | 20,955人                                        |  |
| 2020年 | 20,745人                                        |  |

## 歷史
- 從各遺跡出土的石器推測，此地約在2萬4000年前就已有人類活動。
- 室町時代至戰國時代是千葉氏據點，此地的本佐倉城是北總地域的政治中心，也是印旛沼（日语：印旛沼）水運的要衝。江戶時代，土井利勝築佐倉城，本佐倉城廢城，此地轉變為成田山詣與芝山仁王尊（日语：芝山仁王尊）詣的宿場町。本地除了有幕府直轄野馬會所（馬市場），受惠於便利的水上交通，也是物資的集散地。農業與釀酒業興盛。
- 近代，1897年（明治30年）起酒酒井站等車站、鐵道陸續開通。現在是千葉、成田的臥城之一。
- 明治大合併後，本町是少數未合併的自治體之一。

### 地名由來
傳聞過去有個孝子的水井湧出酒來，因而稱為酒之井戶，後演變為地名。

### 年表
- 2萬4000年前 - 從石器與貝塚推測此地已有人類居住。
- 1486年（文明18年） - 千葉輔胤（日语：千葉輔胤）築本佐倉城，為其據點。
- 1521年（永正18年） - 開始整備城下町（酒酒井宿）。
- 1590年（天正18年） - 小田原征伐，千葉氏滅亡。
- 1592年（天正20年） - 德川家康五男武田信吉入府。
- 1610年（慶長15年） - 土井利勝築佐倉城。
- 1889年（明治22年）4月1日 - 町村制施行，酒酒井町、下台村、馬橋村、墨村、飯積村、尾上村、中川村、伊篠村、伊篠新田、篠山新田、今倉新田、下岩橋村、柏木村、上岩橋村、本佐倉村、本佐倉町合併成立印旛郡酒酒井町。[1]
- 1897年（明治30年） - 鐵道開通。（現JR成田線）
- 1971年（昭和46年） - 開發住宅團地。
- 2002年（平成14年） - 與佐倉市合併公投未通過。

### 變遷表
| 酒酒井町町域變遷表 | 酒酒井町町域變遷表 | 酒酒井町町域變遷表  | 酒酒井町町域變遷表 | 酒酒井町町域變遷表  | 酒酒井町町域變遷表 | 酒酒井町町域變遷表 |
| 1868年 以前        | 1868年 以前        | 明治元年 - 明治22年 | 明治22年 4月1日    | 明治22年 - 昭和64年 | 平成元年 - 現在    | 現在               |
| ------------------ | ------------------ | ------------------- | ------------------ | ------------------- | ------------------ | ------------------ |
|                    | 酒酒井町           | 明治19年 酒酒井町   | 酒酒井町           | 酒酒井町            | 酒酒井町           | 酒酒井町           |
|                    | 酒酒井村           | 明治19年 酒酒井町   | 酒酒井町           | 酒酒井町            | 酒酒井町           | 酒酒井町           |
|                    | 本佐倉町           |                     | 酒酒井町           | 酒酒井町            | 酒酒井町           | 酒酒井町           |
|                    | 本佐倉村           |                     | 酒酒井町           | 酒酒井町            | 酒酒井町           | 酒酒井町           |
|                    | 馬橋村             |                     | 酒酒井町           | 酒酒井町            | 酒酒井町           | 酒酒井町           |
|                    | 墨村               |                     | 酒酒井町           | 酒酒井町            | 酒酒井町           | 酒酒井町           |
|                    | 飯積村             |                     | 酒酒井町           | 酒酒井町            | 酒酒井町           | 酒酒井町           |
|                    | 尾上村             |                     | 酒酒井町           | 酒酒井町            | 酒酒井町           | 酒酒井町           |
|                    | 下台村             |                     | 酒酒井町           | 酒酒井町            | 酒酒井町           | 酒酒井町           |
|                    | 中川村             |                     | 酒酒井町           | 酒酒井町            | 酒酒井町           | 酒酒井町           |
|                    | 上岩橋村           |                     | 酒酒井町           | 酒酒井町            | 酒酒井町           | 酒酒井町           |
|                    | 柏木村             |                     | 酒酒井町           | 酒酒井町            | 酒酒井町           | 酒酒井町           |
|                    | 下岩橋村           |                     | 酒酒井町           | 酒酒井町            | 酒酒井町           | 酒酒井町           |
|                    | 伊篠村             |                     | 酒酒井町           | 酒酒井町            | 酒酒井町           | 酒酒井町           |
|                    | 伊篠新田           |                     | 酒酒井町           | 酒酒井町            | 酒酒井町           | 酒酒井町           |
|                    | 今倉新田           |                     | 酒酒井町           | 酒酒井町            | 酒酒井町           | 酒酒井町           |
|                    | 篠山新田           |                     | 酒酒井町           | 酒酒井町            | 酒酒井町           | 酒酒井町           |

## 行政
- 町長：小坂泰久

## 企業
- 飯沼本家（日语：飯沼本家）
- 壽司麵處大京（すしめん処大京）本社

## 經濟

### 主要商業設施
- 千葉鑑定團（日语：千葉鑑定団）酒酒井店
- Super Center Trial（日语：トライアルカンパニー）酒酒井店
- Taiyo（日语：タイヨー (茨城県)）酒酒井店
- NARITAYA（日语：ナリタヤ）酒酒井店
- SENDO（日语：せんどう）酒酒井店
- 酒酒井PREMIUM OUTLETS（日语：酒々井プレミアム・アウトレット）

## 地域

### 北部
宗吾參道站、東京學館高等學校、酒酒井兒童天國（酒々井ちびっ子天国）、伊篠白幡遺跡、上岩橋貝層等。

### 中部
主要車站酒酒井站、京成酒酒井站所在地，車站周邊人口密集。
東部國道51號舊道（成田街道）可見過去宿場町風貌的懷舊景色。
國道繞道旁購物中心與大型回收商店等大型商業設施聚集。

### 南部
南酒酒井站、總合運動公園、藥草園、酒酒井PA、酒酒井曲家（まがり家）等。

## 教育
高等學校
- 學校法人鎌形學園（日语：学校法人鎌形学園）東京學館高等學校（日语：東京学館高等学校）

中學校
- 酒酒井町立酒酒井中學校（日语：酒々井町立酒々井中学校）

小學校
- 酒酒井町立酒酒井小學校（日语：酒々井町立酒々井小学校）
- 酒酒井町立大室台小學校（日语：酒々井町立大室台小学校）

## 交通

### 鐵路
東日本旅客鐵道（JR東日本）
- 成田線：酒酒井站
- 總武本線：南酒酒井站

京成電鐵
- 京成本線：京成酒酒井站 - 宗吾參道站

### 道路
- 高速道路
  - 東關東自動車道
    - 酒酒井PA
    - 酒酒井IC
- 一般國道
  - 國道51號
  - 國道296號（日语：国道296号）
- 主要地方道
  - 千葉縣道77號富里酒酒井線（日语：千葉県道77号富里酒々井線）
  - 千葉縣道76號成東酒酒井線（日语：千葉県道76号成東酒々井線）
- 一般縣道
  - 千葉縣道137號宗吾酒酒井線（日语：千葉県道137号宗吾酒々井線）

### 路線巴士
- 千葉綠巴士（日语：ちばグリーンバス）
- 千葉交通（日语：千葉交通）

## 名勝、古蹟、觀光地、祭典、活動
- 藥草園「藥草之丘」
- 酒酒井兒童天國（酒々井ちびっこ天国）（房總魅力500選（日语：房総の魅力500選））
- 酒酒井曲家（酒々井まがり家）
  - 酒酒井新酒祭（11月）
- 酒酒井總合公園（日语：酒々井総合公園）
- 螢之里
- 酒酒井故鄉祭（11月中旬）
- 本佐倉城跡（骨加史跡、房總魅力500選）
- 六所神社（日语：六所神社 (酒々井町)）
  - 墨之獅子舞（7月15日）（千葉縣指定無形民俗文化財、房總魅力500選）
- 馬橋地區獅子舞（7月第3個星期六）（酒酒井町指定無形民俗文化財）
- 上岩橋地區獅子舞（4月第1個星期日）（酒酒井町指定無形民俗文化財）
- 順天堂大學裸祭（6月上旬）
- 酒酒井之森公園高爾夫球場
- 酒酒井PREMIUM OUTLETS（日语：酒々井プレミアム・アウトレット）

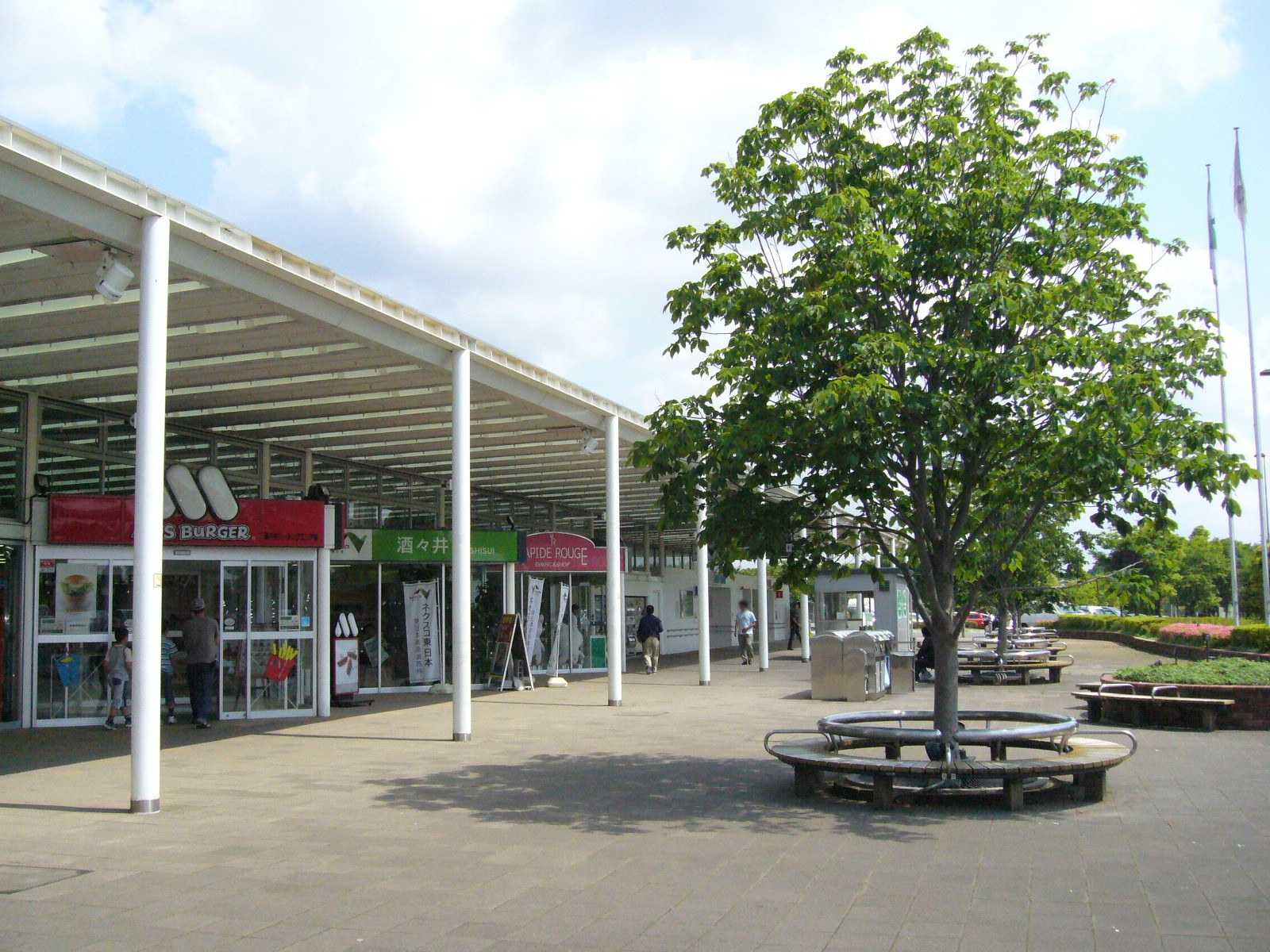
酒酒井服務區
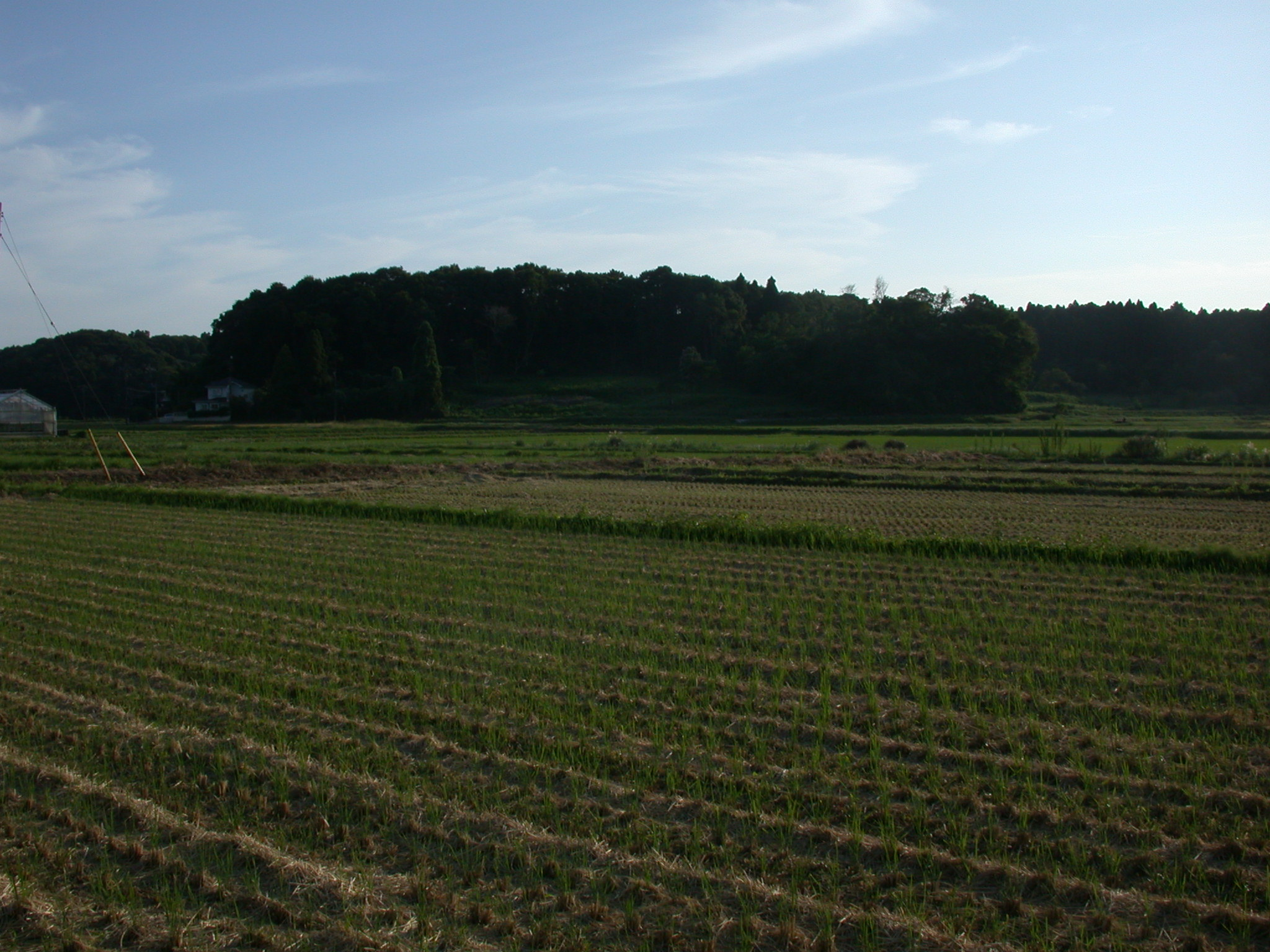
坐落於與佐倉市交界處的本佐倉城遺址
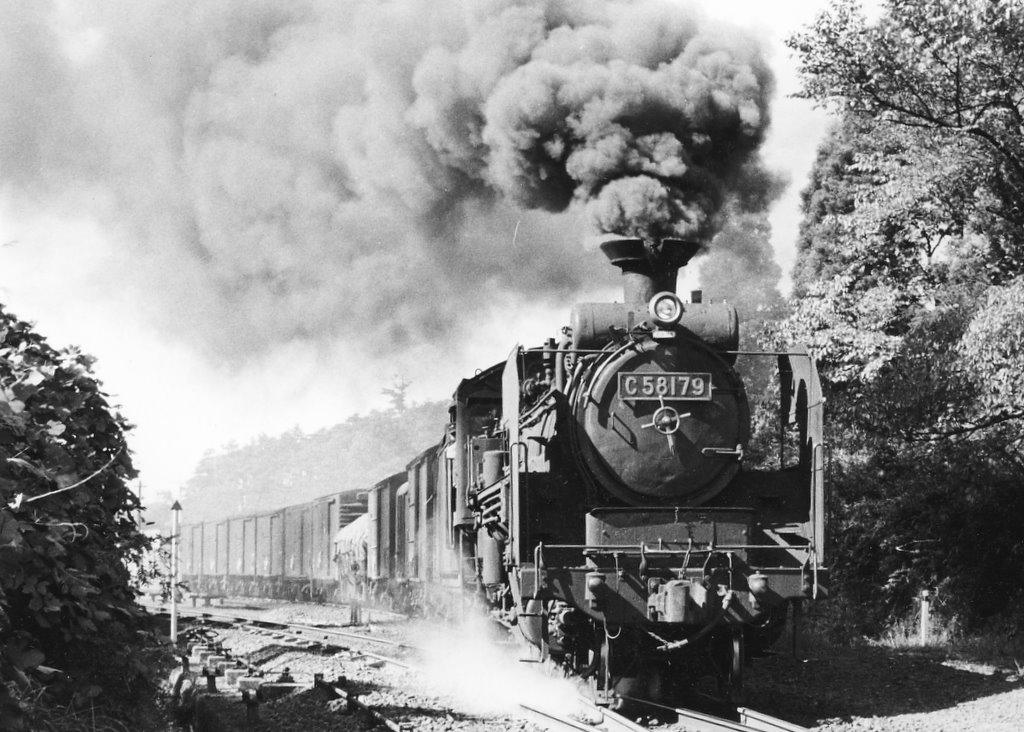
60年代的南酒酒井站
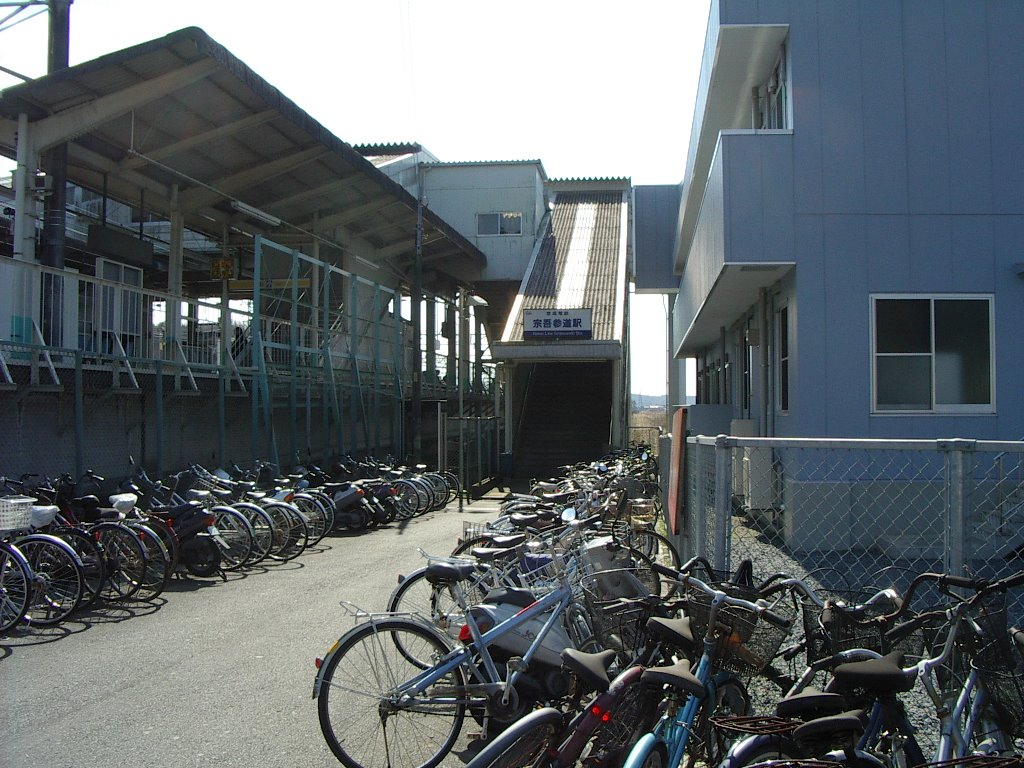
宗吾參道站

## 備註
1. ↑  角川日本地名大辞典編纂委員会『角川日本地名大辞典 12 千葉県』、角川書店、1984年 ISBN 4040011201より

## 外部連結
- 酒酒井町 （页面存档备份，存于）